# Хищни птици (филм)
„Хищни птици“ (на английски: Birds of Prey, известен също като Хищни птици (И фантастичната еманципация на Харли Куин)) е американски супергеройски филм от 2020 г. за едноименните персонажи на Ди Си Комикс. Режисьор е Кати Ян, а сценарият е на Кристина Ходсън. Това е 8-ият филм в Разширената вселена на Ди Си. Премиерата в САЩ е на 7 февруари 2020 г.

## Продукция

### Заснемане
Снимките започват през януари 2019 г. под работното заглавие „Фокс Форс Файв“ и приключват на 15 април 2019 г.

### Постпродукция
Джей Касиди и Евън Скиф работят по монтажа, а визуалните ефекти са поверени на студиата Method Studios, Weta Digital, Luma Pictures, Image Engine и Crafty Apes. Допълнителното заснемане започва на 3 септември 2019 г.

## Актьорски състав
| Актьор                | Роля                             |
| --------------------- | -------------------------------- |
| Марго Роби            | Д-р Харлийн Куинзел / Харли Куин |
| Мери Елизабет Уинстед | Хелена Бертинели / Ловеца        |
| Джурни Смолет-Бел     | Дайна Ланс / Черното канарче     |
| Роузи Перес           | Рене Монтоя                      |
| Ела Джей Баско        | Касандра Кейн                    |
| Крис Месина           | Виктор Зсас                      |
| Юън Макгрегър         | Роман Сайонис / Черната маска    |

## В България
В България филмът е излъчен на 29 август 2022 г. по bTV Cinema с български войсоувър дублаж на студио VMS. Екипът се състои от:
| Озвучаващи Артисти  | Ася Рачева Цветослава Симеонова Яна Огнянова Чавдар Монов Камен Асенов |
| Преводач            | Яна Кецкерова                                                          |
| Тонрежисьор         | Георги Калудов                                                         |
| Режисьор на дублажа | Веселина Стоилова                                                      |